# Леонель Олімпіо
Леонель Олімпіо (порт. Leonel Olímpio, нар. 7 липня 1982, Жагуаріаіва) — бразильський футболіст, що грав на позиції півзахисника, зокрема за низку португальських клубних команд. 

## Ігрова кар'єра
У дорослому футболі дебютував 2005 року виступами за команду «Уніан Барбаренсе». Другу половину 2005 року провів у чеській команді «Млада Болеслав», у складі якої, утім, не заграв і наступного року повернувся на батьківщину.
Протягом 2006–2008 встиг пограти за КРБ, «Вілла Ріо», «Ітіютаба» та «Америку» (Натал), з яокої перебрався до Португалії, ставши гравцем команди «Жіл Вісенте».
Більшу частину подальшої ігрової кар'єри, що тривала до 2019 року виступав у Потртугалії, де також виступав за «Пасуш ді Феррейра», «Віторію» (Гімарайнш), «Варзім» та «Уніан Лейрія».
У 2014–2015 роках грав у Молдові за «Шериф».

## Титули і досягнення
- Володар Кубка Португалії (1):

«Віторія» (Гімарайнш): 2012-2013
- Володар Кубка Молдови (1):

«Шериф»: 2014-2015